# Весняне (Шепетівський район)
Весня́не (колишня назва Бісівочка) — село в Україні, у Білогірській селищній територіальній громаді Шепетівського району Хмельницької області.

## Історія
У 1906 році село Бісівочка Ляховецької волості Острозького повіту Волинської губернії. Відстань від повітового міста 45 верст, від волості 10. Дворів 125, мешканців 694.
7 (20) листопада 1917 року, відповідно до Третього Універсалу Української Центральної Ради, увійшло до складу Української Народної Республіки.
12 червня 2020 року, відповідно до розпорядження Кабінету Міністрів України № 727-р «Про визначення адміністративних центрів та затвердження територій територіальних громад Хмельницької області», увійшло до складу Білогірської селищної громади.
19 липня 2020 року, в результаті адміністративно-територіальної реформи та ліквідації Білогірського району, село увійшло до складу новоутвореного Шепетівського району.

## Населення
Населення села за переписом 2001 року становило 284 особи, в 2011 році — ▼249 осіб.
У 2020 році чисельність населення становила ▼233 особи.

### Мова
Розподіл населення за рідною мовою за даними перепису 2001 року:
| Мова       | Кількість | Відсоток |
| ---------- | --------- | -------- |
| українська | 281       | 98.94%   |
| російська  | 2         | 0.70%    |
| румунська  | 1         | 0.36%    |
| Усього     | 284       | 100%     |